# Salix suchowensis
Salix suchowensis — вид квіткових рослин із родини вербових (Salicaceae).

## Морфологічна характеристика
Це кущ. Гілочки жовтувато-зелені чи пурпурувато-червоні, голі; молоді гілки спочатку рідко запушені, стають майже голими. Листки на ніжках 5 мм; листкова пластинка ланцетоподібна, 7–11 × ≈ 1.5 см, абаксіально бліда, обидві поверхні голі, в молодості вовниста, адаксіально тьмяно-зелена, край залозисто-зубчастий, верхівка коротко загострена. Чоловіча сережка 30–40 × 4–5 мм, сидяча чи майже сидяча, з лускоподібними листочками при основі. Чоловіча квітка: тичинок 2. Жіноча сережка ≈ 4 мм завтовшки. Жіноча квітка: зав'язь конічна. Коробочка волосиста.

## Середовище проживання
Китай [сх. Хенань, Цзянсу, пд. Шаньдун, пн. Чжецзян]. Населяє рівнини й окультурені землі.

## Використання
Рослина збирається в дикій природі, а також культивується як джерело матеріалу для виготовлення кошиків.